# ولايتا كارولينا
ولايتا كارولينا هي ولايتان في الولايات المتحدة تشمل كارولينا الشمالية وكارولينا الجنوبية، تعتبر مجموعة. تحدّها من الشمال فيرجينيا, ومن الغرب تينيسي، وجورجيا من الجنوب الغربي. والمحيط الأطلسي من الشرق.
بلغ عدد السكان في كارولينا الشمالية 10,439,388 وكارولينا الجنوبية 5,118,425 لذا إن مجموع السكان في كارولينا هو 15,557,813 في عام 2020. فإذا كانت كارولينا ولاية منفصلة فستكون في المرتبة الخامسة من أكبر الولايات من حيث عدد السكان، بعد كاليفورنيا، وتكساس، وفلوريدا، ونيويورك.
سميت كارولينا لشرف الملك تشارلز الأول. كارولينا أخذت من الكلمة اللاتينية تعني "تشارلز"، كاروليس.

## التاريخ
المنطقة أٌدعيت كجزء من الأقليم الإسباني الذي سمي بفلوريدا الإسبانية من قبل خوان بونثي في عام 1513. المستعمرة الإسبانية التي هي الآن جزيرة باريس, كارولينا الجنوبية, كانت عاصمة فلوريدا الإسبانية من عام 1566 إلى 1587. التي أٌنشئت من قبل بيدرو مينيندث, الحاكم الأول لفلوريدا الإسبانية.
أثناء الحرب الأهلية الأمريكية, إنفصلت كارولينا الجنوبية هي الأول إلى ولاية جنوبية من الإتحاد, بينما كارولينا الشمالية هي الثانية التي إنفصلت. كارولينا الحنزبية كانت عموماً أحد الداعمين الأقوياء للولايات الكونفدرالية.